# 渡辺岳夫
渡辺 岳夫（わたなべ たけお、1933年4月16日 - 1989年6月2日）は、日本の作曲家、音楽家、詩人。東京都出身。愛称は「ナベタケ」。アニメ・テレビドラマ・時代劇映画などの主題歌や劇伴を数多く手がけた。
作品によっては「渡邊岳夫」と表記する場合もある。

## 略歴・評価
作曲家である渡辺浦人の長男として生まれ、武蔵高校、武蔵大学経済学部を卒業した。
23歳の時にフランス・パリへ留学してクラシックを学び、スコラ・カントルム音楽院卒業。その後ラジオ東京（現在のTBSホールディングス）へ入社し、演出部でテレビドラマの制作をするうちに音楽に対する想いが強くなり、同社を退社して音楽家に転身した。
様々なジャンルの作曲を手がけており、特に時代劇やアニメーション作品で印象に残る曲を残している。時代劇や現代劇においては、それまで使われる事のなかったチェンバロなどの楽器を多用し、クラシック音楽をベースとした独特なメロディラインで構成された曲を数多く作曲した。
またアニメ作品の主題歌・BGMの分野では、『巨人の星』、『アタックNo.1』、『天才バカボン』、『キューティーハニー』、『アルプスの少女ハイジ』、『魔女っ子メグちゃん』、『フランダースの犬』、『キャンディ・キャンディ』、『あらいぐまラスカル』、『機動戦士ガンダム』等の日本アニメ史上に残るヒット作品の音楽を手掛け、楽曲もヒットした。『魔女っ子メグちゃん』、『あばれはっちゃく』にはタンゴが使われている。
一方で、『サラブレッド・マーチ』のような、元々は会議用に依頼され作曲したものや、舞台作品のBGMも数多く作曲したほか、自ら舞台の演出も行うなど、晩年まで精力的な創作活動を行っていた。
『新選組血風録』や『巨人の星』の臨場感のある曲や、『白い巨塔（1978年フジテレビ版）』と『機動戦士ガンダム』『非情のライセンス』『無敵超人ザンボット3』の哀愁を帯びたBGMなどを作曲した。作曲する際には、必ず作品の脚本を読み、作品のイメージを把握した上で作曲を開始し、録音の際に歌手や演奏者への助言を与えた。
またED曲は哀愁を帯びた曲が多く、「永遠にアムロ」「元祖天才バカボンの春」「夜霧のハニー」「宇宙の星よ永遠に」などがある。
時代劇では、『新選組血風録』や『燃えよ剣』『俺は用心棒』シリーズ、『大奥』（1968年）から始まる3部作や『眠狂四郎』に、『子連れ狼』などの作品を担当。
その一方で作詞も数多く手がけ映画主題歌『緋牡丹博徒』（1968年）は主演の藤純子人気も相まって大ヒットした。
裏番組の仕事を掛け持ちした際には、妻の旧姓を用いて大塩 潤という名義も併用した。
1989年（平成元年）6月2日、腎不全により死去。56歳没。
没後、1998年度のJASRAC賞では『アタックNo.1BGM』で国際賞を受賞。
2004年に倖田來未が『キューティーハニー』（佐藤江梨子主演）の主題歌をカヴァーしてヒットさせ、さらにSugarのメンバーとして活動していたayumiがカヴァーし、韓国でも同様にヒットした。
2008年、東京アニメアワード2008にて第4回功労賞を受賞した。
静岡県伊豆地方の稲取にある、この地方独特の雛祭りの「つるし雛」を展示するギャラリー「雛の館」には、妻の出身地の縁で、渡辺が寄贈した雛人形一式が展示されている。

## 作品

### テレビ番組

#### アニメ
- 0戦はやと（1964年）
- 巨人の星（1968年）
- アタックNo.1（1969年）
- 魔法のマコちゃん（1970年）
- 天才バカボン（1971年）
- 原始少年リュウ（1971年）※大塩潤名義
- 赤胴鈴之助（1972年）
- ミュンヘンへの道（1972年）
- キューティーハニー（1973年）[6]
- 荒野の少年イサム（1973年）
- アルプスの少女ハイジ（1974年）
- 魔女っ子メグちゃん（1974年）
- 世界名作劇場
  - フランダースの犬（1975年）
  - あらいぐまラスカル（1977年）
  - ペリーヌ物語（1978年）
- 元祖天才バカボン（1975年）
- 少年徳川家康（1975年）[7]
- キャンディ・キャンディ（1976年）
- 新・巨人の星（1977年）
- 家なき子（1977年）
- 無敵超人ザンボット3（1977年）※松山祐士と共同
- 魔女っ子チックル（1978年）
- 無敵鋼人ダイターン3（1978年）※松山祐士と共同
- 機動戦士ガンダム（1979年）※松山祐士と共同
- 新・巨人の星II（1979年）
- 森の陽気な小人たち ベルフィーとリルビット（1980年）
- 坊っちゃん（1980年）
- 荒野の呼び声 吠えろバック（1981年）
- ハロー!サンディベル（1981年）
- 若草の四姉妹（1981年）
- レディジョージィ（1983年）
- ミームいろいろ夢の旅（1983年）
- ピュア島の仲間たち（1983年）
- オヨネコぶーにゃん（1984年）
- 森のトントたち（1984年）
- Mr.ペンペン（1986年）

など多数。

#### 子供番組
- ロンパールーム（1975年）

「あした天気になあれ」作詞：増永直子、作曲：渡辺岳夫、編曲：松山祐士、歌：いのうえみどり、コロムビアゆりかご会

#### テレビドラマ・特撮
- まぼろし探偵（1959年）※本作の主題歌の作曲は父・渡辺浦人によるもので、親子で携わった。
- 女が階段を上る時（1961年）
- アーラわが君（1969年 - 1970年）
- 金メダルへのターン!（1970年）
- 紅い稲妻（1970年）※大塩潤名義
- 坊っちやん（竹脇無我版）（1970年）
- 打ちこめ! 青春（1971年）
- ザ・ガードマン（大塩潤名義、第319話「殴りこみホットパンツ大作戦」以降・1971年）
- 花嫁のれん（1971年）
- 太陽の恋人（1971年）
- 好き! すき!! 魔女先生（1971年）
- 大いなる旅路（1972年）
- 北信濃絶唱（1972年）
- 緊急指令10-4・10-10（1972年）
- サンダーマスク（1972年）※主題歌のみを担当
- シークレット部隊（1972年）
- 非情のライセンス（1973年 - 1980年）
- 純愛山河 愛と誠（1974年）
- 虹のエアポート（1975年）
- ザ・カゲスター（1976年）
- 新幹線公安官（1977年）
- 怪人二十面相（1977年）※大塩潤名義
- 幽霊シリーズ 第1作「幽霊列車」（1978年）
- 白い巨塔（1978年）
- あばれはっちゃくシリーズ
- 刑事鉄平（1979年・関西テレビ スキャット大杉久美子 西郷輝彦主演）
- ミラクルガール（1980年）
- 赤かぶ検事奮戦記シリーズ（1980年・朝日放送・京都映画）
- 気になる天使たち（1981年）
- 怪人二十面相と少年探偵団（1983年）※劇伴のみを担当
- 怪人二十面相と少年探偵団II（1984年）※劇伴のみを担当
- 花いちばん（1986年、読売テレビ）

など多数。

#### 時代劇
- 新選組血風録（1965年）
- 鞍馬天狗（1967年）大瀬康一主演版
- 俺は用心棒（1967年）
- 残菊物語（1967年）
- 待っていた用心棒（1968年）
- 帰って来た用心棒（1968年）
- 大奥（1968年）
- 用心棒シリーズ　俺は用心棒（1969年）
- 黒い編笠（1968年）
- ながい坂（1968年）
- あゝ忠臣蔵（1969年）
- 天を斬る（1969年）
- 大坂城の女（1970年）
- 燃えよ剣（1970年）
- 徳川おんな絵巻（1970年）
- 清水次郎長（1971年）
- 軍兵衛目安箱（1971年）
- 江戸巷談 花の日本橋（1971年）
- 半七捕物帳（1971年）
- さすらいの狼（1972年）
- 眠狂四郎（1972年）
- 新諸国物語・笛吹童子（1972年）
- お祭り銀次捕物帳（1972年）
- 子連れ狼 全3シリーズ（1973年 - 1976年）
- 新選組（1973年）
- ぶらり信兵衛 道場破り（1973年）
- 右門捕物帖（1974年）
- 編笠十兵衛（1974年）
- 影同心（1975年）
- 影同心II（1975年）
- 十手無用 九丁堀事件帖（1975年）
- 人形佐七捕物帳（1977年）
- 騎馬奉行（1979年）
- 徳川の女たち（1980年）
- 江戸の朝焼け（1980年）※「渡邊岳夫」表記。
- 斬り捨て御免!　全3シリーズ（1980年 - 1983年）
- 時代劇スペシャル（1981年 - 1984年、フジテレビ）
  - 着流し奉行（1981年）
  - 清水次郎長（1981年 - 1983年）
  - 風車の浜吉捕物綴1、2（1981年・1982年）
  - 振り袖御免 江戸芙蓉堂医館（1981年）
  - 刺客街道（1982年）
  - 薩摩飛脚（1982年）
  - 江戸の大騒動 －太助、家光、彦左－（1982年）
  - 御用船炎上（1982年）
  - 闇の傀儡師（1982年）
  - 仕掛人・藤枝梅安（1982年 - 1983年）※「渡邊岳夫」表記。
  - 秘剣揚羽蝶 源氏九郎颯爽記（1983年）
  - 花隠密（1983年）
  - 大岡政談 魔像（1983年）
  - お庭番秘聞 暗殺者（1983年）
  - 女盗賊忍び舞い（1983年）
  - 怪談 妖蝶の棲む館（1983年）
  - おんな牢秘抄（1983年）
  - 裏切りの報酬 追放者･九鬼真十郎（1983年）
  - 死をよぶ猫は金の爪 人形佐七捕物帖（1984年）
  - 烙印の女たち おんな牢切放し秘録（1984年）
  - どくろ銭 猫が血を呼ぶ秘宝の怪（1984年）
- 同心暁蘭之介（1981年 - 1982年）
- 大奥（1983年）

など多数。

#### クイズ番組
- やりくりクイズ30万に挑戦（1976年）
- クイズタッグマッチ（1977年）

### 劇場映画・その他

#### 実写映画
- 透明天狗（1960年）
- 燃えよ剣（1966年）
- 花札渡世（1967年）
- 眠狂四郎無頼控・魔性の肌（1967年）
- 若親分千両肌（1967年）
- 砂糖菓子が壊れるとき (1967年)
- 馬賊やくざ（1968年）
- 緋牡丹博徒（1968年）
- ひとり狼（1968年）
- 博徒列伝（1968年）
- 妾二十一人 ど助平一代（1969年）
- 続やくざ坊主（1968年、大映）
- 眠狂四郎卍斬り（1969年）
- めくらのお市　乱れ笠（1969年）
- あしたのジョー（1970年）
- 透明剣士（1970年）
- あゝ独身（1970年）
- ママいつまでも生きてね（1970年 大映東京・ダイニチ映配）
- 喧嘩屋一代 どでかい奴（1970年）
- 女渡世人（1971年）
- 女渡世人　おたの申します（1971年）
- ごろつき無宿（1971年）
- 暁の挑戦（1971年）
- 海兵四号生徒（1971年）
- 片足のエース（1971年）
- 遊び（1971年 大映東京）
- 望郷子守唄（1972年）
- 無宿人御子神の丈吉シリーズ（1972年 - 1973年）
- 反逆の報酬（1973年）
- ゴキブリ刑事（1973年）
- ザ・ゴキブリ（1973年）
- ザ・カラテ（1974年）
- 五月みどりのかまきり夫人の告白（1975年）
- 玉割り人ゆき（1975年）
- 玉割り人ゆき 西の廓夕月楼（1976年）
- 戦後猟奇犯罪史（1976年）
- 広島仁義 人質奪回作戦（1976年）
- 徳川女刑罰絵巻 牛裂きの刑（1976年）
- 毒婦お伝と首切り浅（1977年）
- らしゃめん（1977年）
- ピラニア軍団 ダボシャツの天（1977年）
- 激突!格闘技四角いジャングル（1979年）
- 最強最後のカラテ（1980年）

など多数。

#### アニメ映画・その他
- 鉄人28号（1959年）:ニッポン放送ラジオドラマ
- 海底3万マイル（1970年）
- きかんしゃやえもん D51の大冒険（1974年）
- 劇場版 機動戦士ガンダム（1981年）※松山祐士と共同
- 劇場版 機動戦士ガンダムII 哀・戦士篇（1981年）※松山祐士と共同
- 劇場版 機動戦士ガンダムIII めぐりあい宇宙篇（1982年）※松山祐士と共同

など多数。

### その他
- サラブレッド・マーチ
- 競馬学校校歌
- 八戸工業大学校歌（1976年）
- 私立神村学園高等部校歌（鹿児島県いちき串木野市）
- 愛知産業大学三河中学校・高等学校校歌（愛知県岡崎市）
- 学校法人沼田学園　土浦情報経理専門学校校歌（茨城県土浦市）※現・筑波保育医療専門学校
- らんざん慕情（三橋美智也）

## 渡辺岳夫の世界（テレビ版）
渡辺の死去から2か月経った1989年8月2日深夜に、関西テレビ放送より追悼番組として放送された番組。
渡辺ゆかりの人達によるコメントや本人のインタビュー映像とともに、各局で放送されたドラマやアニメのオープニング曲が、放送当時そのままの形で放送された。
1991年には、この放送映像をベースに、放送当時に入り切らなかった曲を加えて再構成したVHSビデオソフト『決定版・渡辺岳夫の世界』がキングレコードから発売された。
なお、同ビデオソフトに付属のブックレットには、生前渡辺と公私に渡り親交のあった元関西テレビプロデューサーの加藤哲夫が弔文を寄せている。

### 曲名（特記事項を除きオープニングテーマ曲・映像付き）
- おしえて（「アルプスの少女ハイジ」テーマ曲）（1974年・フジテレビ）
- 大奥（1968年・関西テレビ）※第6話オープニング
- 新撰組の旗はゆく(新選組血風録テーマ曲)（1965年・NET）
- ながい坂（1969年・NET）
- 軍兵衛目安箱（1971年・NET）
- 信兵衛長屋（「ぶらり信兵衛 -道場破り-」テーマ曲）（1973年・フジテレビ）
- おとこ独り（「俺は用心棒」テーマ曲）（1967年・NET）
- 燃えよ剣（1970年・NET）
- 騎馬奉行（1979年・関西テレビ）※第1話オープニング
- キャンディ♡キャンディ（1976年・NET）
- 巨人の星（1968年・読売テレビ）
- アタックNo.1（1969年・フジテレビ）
- 魔法のマコちゃん（1970年・NET）
- 天才バカボン（1971年・読売テレビ）
- 魔女っ子メグちゃん（1974年・NET）
- あらいぐまラスカル（1977年・フジテレビ）
- 緋牡丹博徒（1968年・東映）※一部のみ
- サラブレッドマーチ（鷺巣詩郎編曲版）（1969年・日本中央競馬会）※途中まで・1982年菊花賞入場映像付き
- 非情のライセンス（1973年・NET）
- 残菊物語（1967年・フジテレビ）※劇中映像のみ
- わが母は聖母なりき（1969年・関西テレビ）※写真のみ
- めだかの歌（1971年・TBS）※写真のみ・途中まで
- 志都という女（1977年・関西テレビ）
- 刑事鉄平（1979年・関西テレビ）※劇中映像のみ
- 白い巨塔（1978年・フジテレビ）※第13話オープニング

### 出演
- 堀江美都子
- 逢坂勉
- 野川由美子
- 山本直純
- 栗塚旭

ナレーション
- 中島優子（当時関西テレビアナウンサー）